# Mysidopsis brattstroemi
Mysidopsis brattstroemi är en kräftdjursart som beskrevs av Brattegard 1969. Mysidopsis brattstroemi ingår i släktet Mysidopsis och familjen Mysidae. Inga underarter finns listade i Catalogue of Life.